# Stara Huta (Chrzanów)
Stara Huta – osiedle w Chrzanowie położone w jego południowo-zachodniej części, o statusie jednostki pomocniczej gminy Chrzanów.
Osiedle to sąsiaduje od zachodu z Osiedlem Kąty, od północy ze Śródmieściem, od wschodu z Osiedlem Rospontowa, a od południa z osiedlem Borowiec i gminą Libiąż.
Stara Huta, w tym takie jej części jak Kopanina, charakteryzuje się zabudową w większości jednorodzinną, ale w części sąsiadującej bezpośrednio ze Śródmieściem także zabytkowymi kamienicami, a w Kroczymiechu – części osiedla położonej przy granicy z Libiążem – luźno rozmieszczonymi blokami robotniczymi. Znajduje się tutaj wiele przedsiębiorstw z branży budowlanej, w Kroczymiechu działa nowoczesna ocynkownia ogniowa.

## Historia
Swoją nazwę Stara Huta zawdzięcza istniejącej tutaj w latach 1856–1868 hucie, w której przetapiano stosunkowo ubogie rudy żelaza wydobywane między innymi w niedalekim Balinie. Huta upadła wkrótce po wyczerpaniu lokalnych złóż, na jej miejscu działała w późniejszym okresie gorzelnia.

## Obszar osiedla
Osiedle obejmuje następujące ulice (wyróżniono ulice graniczne): Aleja Henryka (od skrzyżowania z ul. Sienną do końca ulicy), Baczyńskiego, Brzechwy, majora Grzybowskiego (od skrzyżowania z ul. Przybosia do końca ulicy), Iwaszkiewicza, Kasprowicza, Konopnickiej, Kopanina, Kroczymiech, Lenartowicza, Łowiecka (numery nieparzyste oraz numery parzyste od zakrętu przy śladzie byłej kolei do końca ulicy), Makuszyńskiego, Miła, Norwida, Orzeszkowej, Osiedle Robotnicze, Oświęcimska (od skrzyżowania z ul. Łowiecką i ul. Przybosia do końca ulicy), Paderewskiego, Podleśna, Porazińskiej, Powstańców Styczniowych (od ul. Oświęcimskiej do wiaduktu kolejowego), Przybosia (numery nieparzyste), Stara Huta, Wańkowicza, Winna, Wyspiańskiego, Zbożowa.